# NGC 7002
NGC 7002 هي مجرة إهليلجية كبيرة يبعد حوالي 320 مليون سنة ضوئية يقع في كوكبة الهندي (كوكبة). اكتشف من قبل العالم الفلكي جون هيرشل في 30 سبتمبر 1834. وهو جزء من مجموعة من المجرات الذي يحتوي على مجرة قريبة من المجرات مثل NGC 7002.

## وصلات خارجية
- NGC 7002 على موقع ويكي سكاي: DSS2, SDSS, GALEX, IRAS, Hydrogen α, X-Ray, Astrophoto, Sky Map, Articles and images